# La Fête au village (album)
Albums de Red Cardell
Le Banquet de cristal
(2008) Soleil blanc
(2010)
La Fête au village est le 10e album et 3e live du groupe Red Cardell.

## Liste des titres
| No  | Titre                            | Invités                      | Durée |
| --- | -------------------------------- | ---------------------------- | ----- |
| 1.  | Bienvenue au banquet             |                              |       |
| 2.  | Kazaktchok                       |                              |       |
| 3.  | La Fête au village               |                              |       |
| 4.  | Comme couché                     | Dr Das                       |       |
| 5.  | Fantôme                          | Stéfane Mellino              |       |
| 6.  | Sous le soleil de Bodega         | Stéfane Mellino              |       |
| 7.  | Là où je vais                    | Gérard Blanchard             |       |
| 8.  | Elle voulait revoir sa Normandie | Gérard Blanchard             |       |
| 9.  | Gare de Guer                     | Dan Ar Braz                  |       |
| 10. | Bal à l'Ouest                    | Gourtopravci                 |       |
| 11. | Kahina                           | Farid Aït Siameur            |       |
| 12. | Painted Moon                     | Jimme O'Neill                |       |
| 13. | Revolution N°2                   | Jimme O'Neill                |       |
| 14. | Fich-Fich Logodenn               | Louise Ebrel, Frères Guichen |       |

- Textes : Jean-Pierre Riou
- Musiques : Red Cardell

## Crédits

### Musiciens
- Jean-Pierre Riou : chant, guitare électrique, acoustique et 12 cordes, bombarde.
- Jean-Michel Moal : accordéon midi et acoustique, synthétiseurs.
- Manu Masko : batterie et percussions.

### Réalisation
- Produit et distribué par : Keltia musique
- Coproduit par : Kas Ha Bar
- réalisé par : Red Cardell
- Enregistré par : Damien Helary et Nicolas Rouvière
- Mixé par : Nicolas Rouvière